# Sophronica forticornis
Sophronica forticornis là một loài bọ cánh cứng trong họ Cerambycidae.